# Éliminatoires de la Ligue mondiale de volley-ball 2010
Le FIVB World League 2010 Qualification est un tournoi de qualification pour déterminer les 2 équipes qualifiées pour la Ligue mondiale de volley-ball 2010. Les deux dernières équipes de la ligue mondiale précédente ainsi que la meilleure équipe de chaque zone continentale disputent ces qualifications.
C'est la première fois que la FIVB met en place des qualifications pour la ligue mondiale qui se déroulait jusque-là exclusivement sur invitation.

## Équipes
| Équipe       | Qualifié pour |
| Second tour  | Second tour |
| ------------ | --- |
| Japon        | 15e place de la Ligue mondiale de volley-ball 2009                                                                            |
| Venezuela    | 16e place de la Ligue mondiale de volley-ball 2009                                                                            |
| Premier tour | |
| Égypte       | Meilleure équipe africaine non qualifiée (n°16 au classement FIVB)                                                            |
| Iran         | Meilleure équipe asiatique non qualifiée (n°24 au classement FIVB)                                                            |
| Mexique      | Meilleure équipe panaméricaine non qualifiée de la Coupe panaméricaine de volley-ball masculin 2009 (n°35 au classement FIVB) |
| Allemagne    | Vainqueur de la Ligue européenne de volley-ball 2009 (n°13 au classement FIVB)                                                |

|  | Qualifiés     |
|  | Non qualifiés |

## Règlement

### Format
Le premier tour des qualifications oppose quatre équipes issues de 4 fédérations continentales : l'AVC (Asie), la CEV (Europe), la CAVB (Afrique) et la NORCECA-Confédération sud-américaine de volley-ball (Amérique du Nord et Amérique du Sud qui comptent pour une zone au lieu de deux). L'équipe de la CEV affronte l'équipe de la zone américaine tandis que l'équipe asiatique affronte celle d'Afrique. Ces deux affrontements se jouent en deux matchs sur le terrain de l'équipe la mieux placée au classement mondial. Les deux équipes qualifiées passent au second tour.
Au second tour, les équipes qui participaient à la Ligue mondiale l'année dernière entrent en compétition. Chacune d'entre elles joue une double confrontation sur le terrain d'une équipe issue du premier tour. Les vainqueurs des doubles confrontations se qualifient pour la Ligue mondiale de volley-ball 2010.

### Comptage des points et égalité
Système de comptabilisation des points: 

- Pour une victoire par 3-0 ou 3-1, le vainqueur obtient 3 points, le perdant 0 point.
- Pour une victoire par 3-2, le vainqueur obtient 2 points, le perdant 1 point.

Pour départager les équipes en cas d'égalité on utilise les critères suivants :
1. Ratio des points
2. Ratio des sets

## Premier tour

### Allemagne - Mexique
| # | Équipe    | Pts | J | G | P | Pp  | Pc  | Ratio | Sp | Sc | Ratio |
| 1 | Allemagne | 6   | 2 | 2 | 0 | 151 | 109 | 1.385 | 6  | 0  |       |
| 2 | Mexique   | 0   | 2 | 0 | 2 | 109 | 151 | 0.722 | 0  | 6  | 0     |

### Égypte - Iran
| # | Équipe | Pts | J | G | P | Pp  | Pc  | Ratio | Sp | Sc | Ratio |
| 1 | Égypte | 6   | 2 | 2 | 0 | 150 | 124 | 1.21  | 6  | 0  |       |
| 2 | Iran   | 0   | 2 | 0 | 2 | 124 | 150 | 0.827 | 0  | 6  | 0     |

## Deuxième tour

### Allemagne - Venezuela
| # | Équipe    | Pts | J | G | P | Pp  | Pc  | Ratio | Sp | Sc | Ratio |
| 1 | Allemagne | 6   | 2 | 2 | 0 | 150 | 119 | 1.261 | 6  | 0  |       |
| 2 | Venezuela | 0   | 2 | 0 | 2 | 119 | 150 | 0.793 | 0  | 6  | 0     |

### Égypte - Japon
| # | Équipe | Pts | J | G | P | Pp  | Pc  | Ratio | Sp | Sc | Ratio |
| 1 | Égypte | 6   | 2 | 2 | 0 | 193 | 169 | 1.142 | 6  | 2  | 3     |
| 2 | Japon  | 0   | 2 | 0 | 2 | 169 | 193 | 0.876 | 2  | 6  | 0.333 |

## Bilan
L'  Allemagne et l'  Égypte sont qualifiés pour la Ligue mondiale de volley-ball 2010.